# Thomas Dim
Thomas Dim (* 30. Dezember 1964 in Ried im Innkreis) ist ein österreichischer Politiker der Freiheitlichen Partei Österreichs (FPÖ). Seit 2015 ist er Vizebürgermeister in Ried im Innkreis. Vom 24. Mai 2019 bis zum 22. Oktober 2019 war er Abgeordneter zum Nationalrat. Vom 7. November 2019 bis zum 22. Oktober 2021 war er vom Oberösterreichischen Landtag entsandtes Mitglied des österreichischen Bundesrats, seit dem 23. Oktober 2021 ist er Abgeordneter zum Oberösterreichischen Landtag, wo er seit Februar 2025 als FPÖ-Klubobmann fungiert.

## Leben
Thomas Dim besuchte nach der Volksschule und dem Gymnasium in Ried im Innkreis die dortige Handelsakademie. 1985/86 absolvierte er den Präsenzdienst. Seit 1986 ist er als Buchhändler und Buchhalter tätig.
Seit den 1990er Jahren ist er für die FPÖ in Ried im Innkreis tätig, wo er seit 2015 auch als FPÖ-Stadtparteiobmann fungiert. Bei den Gemeinderats- und Bürgermeisterwahlen in Oberösterreich 2015 kandidierte er als Nachfolger von Vizebürgermeister Ernst Reiter als Spitzenkandidat für die FPÖ Ried und wurde zum Vizebürgermeister gewählt.
2017 kandidierte er bei der Nationalratswahl hinter Hermann Brückl für den Regionalwahlkreis Innviertel sowie auf dem achten Listenplatz im Landeswahlkreis Oberösterreich. Im Nationalrat rückte Dim im Mai 2019 in der XXVI. Gesetzgebungsperiode für Roman Haider nach, der wiederum das Mandat von Wolfgang Klinger, der im Zuge der Ibiza-Affäre Elmar Podgorschek als Landesrat in der Landesregierung Stelzer I nachfolgte, übernahm.
Bei der Nationalratswahl 2019 kandidierte er im Landeswahlkreis Oberösterreich auf dem siebenten Listenplatz, erreichte allerdings kein Mandat und schied daher mit 22. Oktober 2019 aus dem Nationalrat aus. Am 7. November 2019 folgte er Rosa Ecker als vom Oberösterreichischen Landtag entsandtes Mitglied des österreichischen Bundesrats nach. Bei der Bürgermeisterstichwahl am 10. Oktober 2021 setzte sich ÖVP-Bürgermeister Bernhard Zwielehner mit 66,37 Prozent der Stimmen gegen Herausforderer Thomas Dim durch.
Nach der Landtagswahl 2021 wechselte er mit der konstituierenden Sitzung der XXIX. Gesetzgebungsperiode am 23. Oktober 2021 vom Bundesrat in den Landtag. Im Jänner 2022 wurde er am Bezirksparteitag der Freiheitlichen im Bezirk Ried als Nachfolger von Elmar Podgorschek zum Bezirksparteiobmann gewählt, im Jänner 2025 wurde er in dieser Funktion bestätigt.
Im Februar 2025 folgte er Herwig Mahr als FPÖ-Klubobmann im Landtagsklub nach.

## Politische Positionen
Im Juni 2025 veröffentlichte Dim im Nachgang des Amoklaufs in Graz ein Posting auf Facebook, wonach " [...] ein Land ohne Abschiebungen, ein Land ohne Schutz [sei] ". Entgegen dieser These war der Täter ein bis dahin strafrechtlich noch nicht in Erscheinung getretener österreichischer Staatsbürger. Laut FPÖ-Landtagsklub sei das fragliche Posting vom Social-Media-Team abgesetzt worden, das in dieser Situation vorschnell reagiert und sich im Ton vergriffen habe.
In Reaktion auf eine Aussage seines Parteikollegen Michael Gruber im Juni 2025, der erklärt hatte, sich ein Verbot von Regenbogenparaden in Österreich vorstellen zu können, kommentierte Dim, dass diese „mittlerweile der öffentlichen Zurschaustellung sexueller Neigungen und entsprechender Handlungen“ dienen und somit dem Jugendschutz unterliegen würden. Seitens der FPÖ halte man Verbote „für ein Mittel, das der Staat nur im äußersten Notfall anwenden sollte“. Das Recht auf Versammlungsfreiheit sei zu wahren, Gruber habe nicht die Toleranz gegenüber Homosexuellen bzw. deren Rechte in Frage stellen wollen, sondern habe die „Entwicklung“ der Parade „von einer legitimen Veranstaltung“ hin zu einer „hedonistischen Ersatzreligion“ thematisieren wollen.